# 포스코A&C
포스코A&C는 "Beyond One-Stop Service For a Better Space"이다.

## 연혁
- 1970년: 제철기술컨설턴트(SMEC)로 창립
- 1979년: (주)세마건축(포스코 100% 출자 전환)설립
- 1991년: 포스코센터 설계
- 1994년: 베트남 IBC 다이아몬드플라자 설계
- 1996년: 상해 포스플라자 설계
- 1996년: 포스틸타워 설계 및 감리
- 1997년: ASEM 및 무역센터 확충사업 감리
- 1998년: 광주 및 울산월드컵경기장 CM, 전주월드컵경기장 설계
- 1999년: 제주국제컨벤션센터 감리
- 2000년: 포항공대 학술정보관 설계
- 2005년: 포항공대 국제관 설계 및 CM
- 2007년: 포스타워 신축공사 설계 및 시공
- 2007년: 포스코-멕시코 CGL 40만톤 신설공사 CM
- 2007년: 포스코 글로벌R&D센터 설계 및 CM
- 2007년: 베트남 냉연공장 및 부두 신설공사 CM
- 2007년: 포스틸 타워 설계 및 시공
- 2008년: 인천 청라지구 국제업무타운 마스터플랜
- 2009년: 포스코센터 창의놀이방 포레카 설계 및 시공
- 2009년: 포항야구장 신축공사, 인천 서운지구 도시개발사업 설계
- 2009년: 포스코 모듈러 바이크스테이션 건립공사
- 2010년: 포항공대 해양대학원 설계
- 2010년: 포스코A&C건축사사무소 사명 변경
- 2011년: 포항체육관, 광양체육관 설계 및 시공
- 2012년: 천안 모듈러 공장 준공
- 2012년: 모듈러 브랜드 "뮤토(MUTO)" 론칭

## 본점 및 지점 현황
- 본점: 인천광역시 연수구 컨벤시아대로 165, 24층 (송도동, 포스코타워송도)
- 지점: 경상북도 포항시 남구 대송로 180 (괴동동)